# Клир, Йоханна
Йоханна Клир (нем. Johanna Klier, в девичестве — Шаллер (нем. Schaller); род. 13 сентября 1952, Артерн, округ Галле, ГДР) — восточногерманская легкоатлетка, специализировавшаяся на беге с препятствиями. Олимпийская чемпионка 1976 года, серебряный призёр Олимпиады 1980 года на дистанции 100 метров с барьерами.

## Биография
Йоханна Шаллер родилась в небольшом городке Артерн, располагавшемся на западе ГДР. Свою молодость провела в Нордхаузене, где начала заниматься лёгкой атлетикой в местном спортивном клубе «Лок» (нем. BSG Lok). В 1973 году она завоевала первую свою медаль во взрослом спорте — «бронзу» чемпионата ГДР в беге на 100 метров с барьерами. Позднее спортсменка трижды (в 1976, 1977 и 1980 годах) становилась чемпионкой ГДР на этой дистанции.
В июле 1976 года Шаллер приняла участие в Олимпиаде в Монреале. В финальном забеге на 100 метров с барьерами Йоханна на мгновение опередила советских бегуний Татьяну Анисимову и Наталью Лебедеву, став олимпийской чемпионкой. Спустя 4 года на Играх в Москве немка, выступавшая после замужества уже под фамилией Клир, завоевала «серебро» на своей коронной дистанции, уступив лишь Вере Комисовой из СССР, финишировавшей с олимпийским рекордом.
Йоханна Шаллер-Клир получила образование спортивного тренера и по завершении своей спортивной карьеры преподавала в Педагогическом университете Эрфурта. После объединения Германии переехала в Тюрингию, где работала в департаменте молодёжи.